# Hélder Postiga
Hélder Manuel Marques Postiga (Vila do Conde, Oporto; 2 de agosto de 1982) es un exfutbolista portugués que jugaba de delantero o mediapunta. Actualmente es segundo entrenador en la selección portuguesa sub-20.

## Trayectoria

### Oporto
Después de la llegada de Octávio Machado al Oporto, en la temporada 2001-02, Postiga se unió al equipo principal y fue decisivo en algunos partidos. Cuando José Mourinho asumió como entrenador, Postiga pasó a ser una estrella del club, con 19 goles marcados (13 en el campeonato y 6 más en la Copa de la UEFA) a los 20 años de edad, y en la temporada 2002-03 ganó con su equipo la Copa de Portugal y la Copa de la UEFA, pero no pudo jugar la final porque fue expulsado de la semifinal contra la Lazio.
Sus habilidades como futbolista comenzaron a revelarse y se convirtió en un factor decisivo en las victorias de su club y en una figura más amada por los seguidores "portistas", que exigían su presencia en los grandes partidos. Algunos clubes europeos se interesaron por su buen desempeño en Oporto, incluyendo el Tottenham Hotspur.

### Tottenham Hotspur
Al final de un año lleno de logros, se trasladó al Tottenham Hotspur por alrededor de 9 millones €. Una vez en Londres, marcado como una estrella, no se adapta al fútbol y, en consecuencia, no pudo mostrar su entrenador, también por la falta de oportunidades. Sólo participó en 19 partidos y marcó 2 goles. Pero se las arregló para estar presente en la Eurocopa 2004, aprovechó la ocasión para decir que quería revivir su carrera. La prensa informó del interés del Benfica, pero Postiga dijo que solo jugaría en Portugal con el Porto y eso es lo que pasó.

### Vuelta al Oporto y cesiones
Cerrado en el 2004-05 Postiga volvió a casa con la aprobación de la formación Víctor Fernández en una transferencia que incluyó la salida de Pedro Mendes para los Spurs, pero Fernández no apostaría por ello. Hubo un cambio de entrenador a mitad de temporada y Postiga tuvo otra temporada desastrosa, pero con la llegada de José Couceiro aún tuvo tiempo de marcar 3 goles.
En 2005-06, nueva temporada, nuevo entrenador. Esta vez fue Co Adriaanse, que en la pretemporada utiliza a Postiga en la posición 10, pero debido a problemas que no se explican por el club, el entrenador mandó al jugador para el equipo B. En diciembre, Postiga fue cedido al Saint-Etienne de Francia, con una opción de compra para el equipo francés. Hélder Postiga gustó la parte en 7 partidos y anotó 3 goles. Pronto tuvo un gran afecto de los aficionados, pero regresó al Oporto.
En la temporada 2006-07 bajo las órdenes de Jesualdo Ferreira, Postiga volvió al Porto y, finalmente, se impuso en el club después de cuatro años. Él mantiene viva la lucha con Adriano por un lugar en once inicial por el final de la temporada, ayudando al club a ganar el bicampeonato de Liga con 11 goles en 24 partidos.
En la temporada 2007-08 solo jugó 6 veces en los primeros 15 días. Era rara vez titular, y en otras ocasiones no fue convocado. Al comienzo de la segunda ronda del campeonato se dirigió a la Superliga de Grecia para jugar en el Panathinaikos, hasta el final de la temporada, cedido por el Porto.

### Sporting de Lisboa
En el día de la partida de la selección nacional, el 1 de junio de 2008 a Suiza para jugar en la Copa de Europa de 2008 se anunció su fichaje por el Sporting de Lisboa, un contrato válido por tres años. El debut de los leones se produjo el 26 de julio contra el Blackburn Rovers en un partido del Torneo Guadiana.

### Real Zaragoza
El 31 de agosto de 2011 fue traspasado al Real Zaragoza por un millón de euros. En la temporada 2011-12 fue el máximo goleador del Real Zaragoza con nueve tantos, dos de ellos fueron golazos, el primero de chilena frente a la Real Sociedad, partido que terminaría 2-0 a favor del Zaragoza, y el otro fue un gol importantísimo frente al Getafe, partido que también terminaría 0-2 a favor del Zaragoza. Con este resultado selló la permanencia en la Primera División. Él espera hacer un gran año en el Real Zaragoza. En la temporada 2012-13 ha sido uno de los mejores jugadores del Real Zaragoza junto con Robérto Jiménez, Álvaro González, Víctor Rodríguez o Paco Montañes. Ha anotado 14 goles, superando su récord anotador en una temporada conseguido en el Porto, su último gol en la temporada 2012-13 se produjo en los últimos minutos de la última jornada liguera en La Romareda ante el Atlético de Madrid del Cholo Simeone, acabando el partido en derrota para el Real Zaragoza por 1-3 y certificándose así su descenso a la Segunda División en última posición.

### Valencia
El 6 de agosto de 2013, tras unas duras negociaciones entre el principal accionista del Zaragoza, Agapito Iglesias, y el presidente del Valencia, Amadeo Salvo, se hace oficial su fichaje por el Valencia, por 3 millones de euros más unas cantidades variables, sustituyendo el hueco dejado en el ataque valencianista por el paraguayo Nelson Haedo Valdez. El futbolista, representado por Jorge Mendes, fue consensuado entre el director deportivo Braulio Vázquez y el entrenador Miroslav Djukic. Empezó la temporada como el delantero referente en el ataque valencianista, y a pesar de marcar gol en su debut en el amistoso Trofeo Naranja el 10 de agosto, y de marcar tres goles en las tres primeras jornadas de la Liga Española, una lesión le alejó de la titularidad y no volvió a marcar más goles hasta el 7 de enero de 2014 en los octavos de final de la Copa del Rey. Al no convencer al nuevo técnico, Juan Antonio Pizzi, se decide cederlo en el mercado de invierno hasta final de temporada a la Lazio de Italia.

### Lazio
Una vez confirmada su cesión a la Lazio se le detecta una hernia discal que hace valorar una posible intervención quirúrgica por parte de los médicos, pero que finalmente es descartada. El club italiano se plantea incluso rescindir el contrato de cesión, pero finalmente se recupera y debuta con el equipo el 6 de abril de 2014 en la jornada 32 frente a la Sampdoria.

### Deportivo de La Coruña

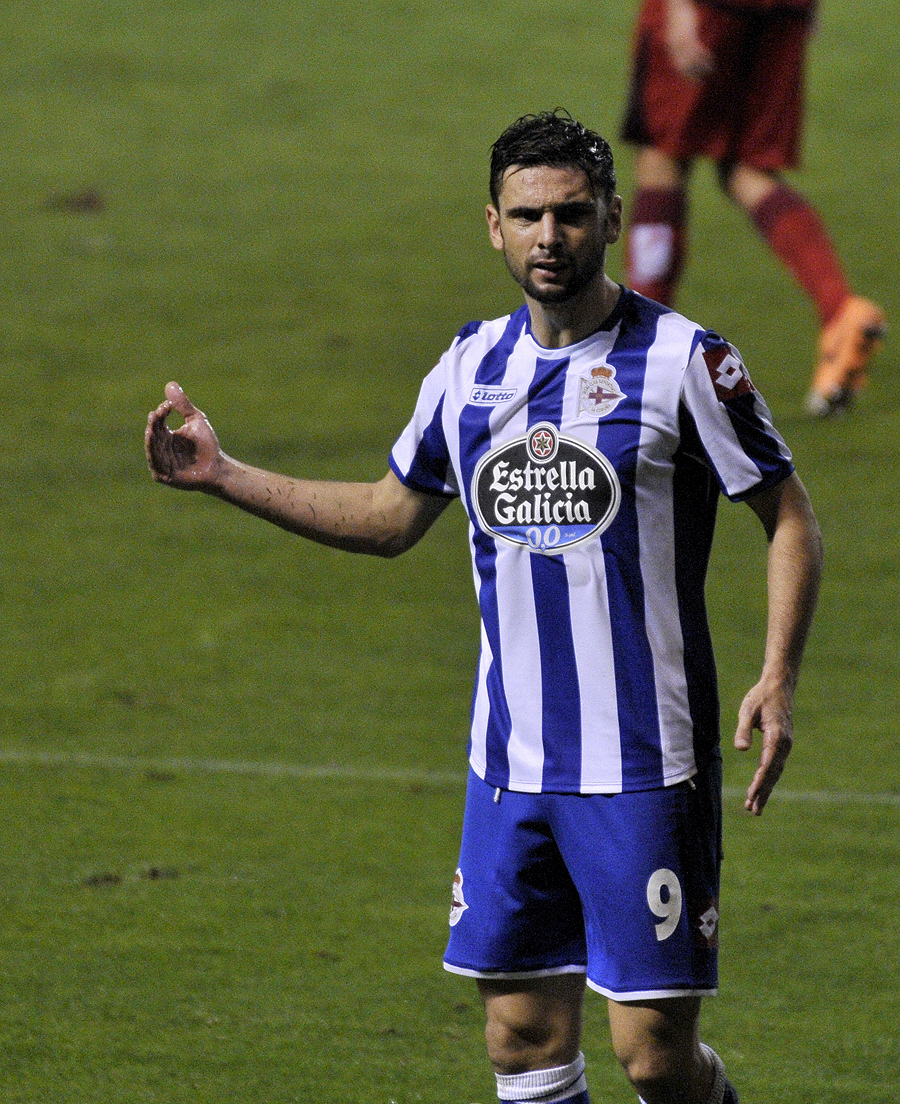
Hélder Postiga jugando con el Deportivo de La Coruña.

El verano de 2014 regresó a la disciplina valencianista tras participar con su selección en el Mundial 2014, con muy pocos minutos y problemas físicos. El nuevo técnico valencianista, Nuno Espírito Santo, no contó con él desde el principio y pasó a entrenar al margen del grupo junto con otros descartes. Se le pidió a su representante que le buscara una salida, y tras barajarse varios equipos, el 1 de septiembre se acuerda rescindir su contrato con el Valencia y firma por una temporada con el Deportivo de La Coruña.
Debutó con el Deportivo en la tercera jornada de Liga, en el campo de Ipurúa frente al Éibar, pero no marcó gol hasta la jornada 10 el 31 de octubre de 2014 al anotar el gol del honor en Riazor frente al Getafe, perdiendo 1-2. Marcó también un gol en Copa del Rey en la derrota 4-1 ante el Málaga en la vuelta de los dieciseisavos de final. El 3 de enero de 2015 sufrió una lesión lumbociática en el encuentro de la jornada 17 frente al Athletic Club que le hizo pasar por el quirófano el 14 de enero, pero la rehabilitación no fue como se esperaba y tuvo que ser nuevamente intervenido el 27 de febrero, lo cual le hacía perderse casi con toda seguridad el resto de la temporada.

### Atlético de Kolkata
Tras acabar el contrato con el Deportivo de La Coruña y a la espera de encontrar equipo, ficha por el Atlético de Kolkata, de la Superliga de India.

## Selección nacional
Jugó la Eurocopa Sub-21 de 2002, donde anotó un gol.
Disputó la Eurocopa 2004, Eurocopa 2008 y Eurocopa 2012, y marcó en las tres. Fue convocado a la primera a pesar de que no era titular en el Tottenham, y le anotó a Inglaterra en un empate 2 a 2, donde fueron a penales y anotó a lo Panenka.  
Jugó la clasificación mundialista y posteriormente fue seleccionado entre los jugadores a disputar la Copa Mundial de Fútbol de 2006. Fue, junto con Pauleta, el principal centrodelantero del equipo, que obtuvo el cuarto puesto. En la clasificación para la Eurocopa 2008, jugó dos partidos y le anotó un gol a Bélgica. Formó parte del equipo que disputó la fase final, y le marcó a Alemania en los cuartos de final, donde fueron eliminados por 3 a 2.
No disputó la Copa Mundial de Fútbol de 2010 ni la respectiva clasificación. 
Su siguiente gol lo anotó más de dos años después, en un encuentro con Islandia por la clasificación para la Eurocopa 2012. El 17 de noviembre de 2010, le convirtió dos goles a España en un amistoso que terminó 4 a 0.
En la Eurocopa 2012, le marcó un gol a Dinamarca en la fase de grupos, pero en los cuartos de final sufrió una lesión muscular que le impidió jugar la semifinal con España, donde su selección fue eliminada.
Integró la lista de veintitrés jugadores a disputar la Copa Mundial de Fútbol de 2014.

### Participaciones en Copas del Mundo
| Mundial                        | Sede     | Resultado      | PJ | G |
| ------------------------------ | -------- | -------------- | -- | - |
| Copa Mundial de Fútbol de 2006 | Alemania | Cuarto puesto  | 3  | 0 |
| Copa Mundial de Fútbol de 2014 | Brasil   | Fase de grupos | 1  | 0 |

### Participaciones en Eurocopas
| Eurocopa                | Sede              | Resultado        | PJ | G |
| ----------------------- | ----------------- | ---------------- | -- | - |
| Eurocopa Sub-21 de 2002 | Suiza             | Fase de grupos   | 2  | 1 |
| Eurocopa 2004           | Portugal          | Subcampeón       | 1  | 1 |
| Eurocopa 2008           | Austria y Suiza   | Cuartos de final | 2  | 1 |
| Eurocopa 2012           | Polonia y Ucrania | Semifinal        | 4  | 1 |

## Estadísticas

### Clubes
Actualizado al último partido jugado el 9 de mayo de 2015.

| Club | Temporada     | Liga  | Liga  | Copas (1) | Copas (1) | Internacional (2) | Internacional (2) | Total (3) | Total (3) | Promedio |
| Club | Temporada     | Part. | Goles | Part.     | Goles     | Part.             | Goles             | Part.     | Goles     | Promedio |
| --- | ------------- | ----- | ----- | --------- | --------- | ----------------- | ----------------- | --------- | --------- | -------- |
| FC Oporto Portugal |               |       |       |           |           |                   |                   |           |           |          |
| 2001-02 | 26            | 9     | —     | —         | 11        | 1                 | 37                | 10        | 0,27      |          |
| 2002-03 | 31            | 13    | 2     | 0         | 12        | 5                 | 45                | 18        | 0,40      |          |
| 2004-05 | 24            | 3     | 1     | 0         | 8         | 0                 | 33                | 3         | 0,09      |          |
| 2005-06 | 2             | 0     | —     | —         | —         | —                 | 2                 | 0         | 0,00      |          |
| 2006-07 | 24            | 10    | —     | —         | 7         | 1                 | 31                | 11        | 0,35      |          |
| 2007-08 | 6             | 1     | —     | —         | 4         | 0                 | 10                | 1         | 0,10      |          |
| Total club | 113           | 36    | 3     | 0         | 42        | 7                 | 158               | 43        | 0,27      |          |
| Tottenham Hotspur Inglaterra |               |       |       |           |           |                   |                   |           |           |          |
| 2003-04 | 19            | 1     | 5     | 1         | —         | —                 | 24                | 2         | 0,08      |          |
| Total club | 19            | 1     | 5     | 1         | 0         | 0                 | 24                | 2         | 0,08      |          |
| Saint-Étienne Francia |               |       |       |           |           |                   |                   |           |           |          |
| 2005-06 | 16            | 2     | 1     | 0         | —         | —                 | 17                | 2         | 0,12      |          |
| Total club | 16            | 2     | 1     | 0         | 0         | 0                 | 17                | 2         | 0,12      |          |
| Panathinaikos · Grecia |               |       |       |           |           |                   |                   |           |           |          |
| 2007-08 | 14            | 2     | 1     | 0         | 2         | 0                 | 17                | 2         | 0,12      |          |
| Total club | 14            | 2     | 1     | 0         | 2         | 0                 | 17                | 2         | 0,12      |          |
| Sporting de Lisboa Portugal |               |       |       |           |           |                   |                   |           |           |          |
| 2008-09 | 21            | 5     | 6     | 0         | 5         | 0                 | 32                | 5         | 0,16      |          |
| 2009-10 | 22            | 1     | 4     | 0         | 7         | 0                 | 33                | 1         | 0,03      |          |
| 2010-11 | 25            | 6     | 6     | 2         | 12        | 4                 | 43                | 12        | 0,28      |          |
| 2011-12 | 3             | 0     | 2     | 0         | —         | —                 | 5                 | 0         | 0,00      |          |
| Total club | 71            | 12    | 18    | 2         | 24        | 4                 | 113               | 18        | 0,16      |          |
| Real Zaragoza · España |               |       |       |           |           |                   |                   |           |           |          |
| 2011-12 | 33            | 9     | 1     | 0         | —         | —                 | 34                | 9         | 0,26      |          |
| 2012-13 | 37            | 14    | 4     | 0         | —         | —                 | 41                | 14        | 0,34      |          |
| Total club | 70            | 23    | 5     | 0         | 0         | 0                 | 75                | 23        | 0,31      |          |
| Valencia · España |               |       |       |           |           |                   |                   |           |           |          |
| 2013-14 | 15            | 3     | 3     | 1         | 5         | 0                 | 23                | 4         | 0,17      |          |
| Total club | 15            | 3     | 3     | 1         | 5         | 0                 | 23                | 4         | 0,17      |          |
| Lazio · Italia |               |       |       |           |           |                   |                   |           |           |          |
| 2013-14 | 5             | 0     | —     | —         | —         | —                 | 5                 | 0         | 0,00      |          |
| Total club | 5             | 0     | 0     | 0         | 0         | 0                 | 5                 | 0         | 0,00      |          |
| Deportivo de La Coruña · España |               |       |       |           |           |                   |                   |           |           |          |
| 2014-15 | 14            | 1     | 2     | 1         | —         | —                 | 16                | 2         | 0,13      |          |
| Total club | 14            | 1     | 2     | 1         | 0         | 0                 | 16                | 2         | 0,13      |          |
| Atlético de Kolkata India |               |       |       |           |           |                   |                   |           |           |          |
| 2015 | 1             | 2     | —     | —         | —         | —                 | 1                 | 2         | 2,00      |          |
| Total club | 1             | 2     | 0     | 0         | 0         | 0                 | 1                 | 2         | 2,00      |          |
| Rio Ave Portugal |               |       |       |           |           |                   |                   |           |           |          |
| 2015-16 | 10            | 5     | 1     | 0         | —         | —                 | 11                | 5         | 0,45      |          |
| Total club | 10            | 5     | 1     | 0         | 0         | 0                 | 11                | 5         | 0,45      |          |
| Atlético de Kolkata India |               |       |       |           |           |                   |                   |           |           |          |
| 2016 | 11            | 2     | —     | —         | —         | —                 | 11                | 2         | 0,18      |          |
| Total club | 11            | 2     | 0     | 0         | 0         | 0                 | 11                | 2         | 0,18      |          |
| Total carrera | Total carrera | 359   | 89    | 37        | 5         | 75                | 11                | 471       | 105       | 0.22     |
| (1) Incluye datos de la Copa Suiza, Copa de Portugal.(2) Incluye datos de la Liga de Campeones de la UEFA, Copa UEFA.(3) No incluye goles en partidos amistosos. |               |       |       |           |           |                   |                   |           |           |          |

## Palmarés

### Campeonatos nacionales
| Título                | Club               | País     | Año  |
| --------------------- | ------------------ | -------- | ---- |
| Primeira Liga         | Oporto             | Portugal | 2003 |
| Copa de Portugal      | Oporto             | Portugal | 2003 |
| Supercopa de Portugal | Oporto             | Portugal | 2004 |
| Supercopa de Portugal | Oporto             | Portugal | 2006 |
| Primeira Liga         | Oporto             | Portugal | 2006 |
| Primeira Liga         | Oporto             | Portugal | 2007 |
| Supercopa de Portugal | Sporting de Lisboa | Portugal | 2008 |

### Copas internacionales
| Título                | Club   | País     | Año  |
| --------------------- | ------ | -------- | ---- |
| Copa de la UEFA       | Oporto | Portugal | 2003 |
| Copa Intercontinental | Oporto | Portugal | 2004 |